# Cícero Dantas
Cícero Dantas é um município brasileiro do estado da Bahia, localizado no Nordeste do Estado, entre o Agreste e o Sertão.

## História
A região de Cícero Dantas, que teve como primeiros habitantes os indígenas quiriris, foi colonizada nos séculos XVII e XVIII, por meio da pecuária, realizada por vaqueiros da Casa da Torre.
Em 1812, atendendo a ordens do Arcebispo da Bahia, o religioso capuchinho italiano Frei Apolônio de Todi ergueu, nas proximidades de um antigo cemitério conhecido como Cacuneia, uma capela em louvor a Nossa Senhora do Bom Conselho, em cujos arredores se formou o povoado de Bom Conselho (atual cidade de Cícero Dantas), que rapidamente se desenvolveu, graças às terras férteis.
Por meio de Alvará Régio de 27 de setembro de 1817, o povoado de Bom Conselho foi elevado à categoria de freguesia, com o nome de Nossa Senhora do Bom Conselho dos Montes do Boqueirão, subordinada à vila de Itapicuru de Cima. Com a emancipação da vila de Geremoabo, em 1831, esta levou consigo a Freguesia de Nossa Senhora do Bom Conselho dos Montes do Boqueirão.
A Lei provincial nº 1.518, de 9 de junho de 1875, desmembrou de Geremoabo as Freguesias de Nossa Senhora do Bom Conselho dos Montes do Boqueirão e Patrocínio do Coité para compor o território da nova vila de Bom Conselho, sediada no povoado de Bom Conselho e instalada em 28 de março do ano seguinte. Em 1886, Bom Conselho sofreu sua primeira perda territorial, para a criação da vila de Patrocínio do Coité (atual Paripiranga).
Em 1893, Bom Conselho foi visitada pelo líder messiânico Antônio Conselheiro e, por estar indignado com o aumento de impostos após a Proclamação da República (1889), ele ordenou a retirada e queima dos papéis que continham as orientações para o pagamento dos tributos.
Por meio da Lei estadual nº 583, de 30 de maio de 1905, Bom Conselho teve seu nome alterado para Cícero Dantas, em homenagem a Cícero Dantas Martins, o Barão de Jeremoabo, advogado, latifundiário e importante figura política da região.
Em 26 de junho de 1926, os revoltosos da Coluna Prestes passaram por Cícero Dantas.
Durante os tempos do Cangaço, esse movimento este presente em Cícero Dantas. Em dezembro de 1928, Lampião e seu bando, enquanto estavam em Tucano, obrigaram o padre da cidade a dar o seu carro com o motorista e conduzi-los a Cícero Dantas, trazendo como refém um soldado de Ribeira do Pombal, já rouco de tanto gritar: “Viva Lampião! Viva o Capitão Virgulino!”, e chegando na manhã de 17 de dezembro sem a população esperar, deixando-a na tarde do mesmo dia, com a promessa de voltarem um dia. Lampião e seu bando voltaram pela segunda vez a Cícero Dantas em 18 de fevereiro de 1929, momento em que a população da cidade fugiu para a mata, e pela terceira vez em 1933, vindos de Massacará, e dessa vez, quando chegaram em Buracos (atual São João da Fortaleza), queimaram uma casa, cortaram a orelha do senhor Manoel Pato, maltrataram sua esposa e irmão e logo depois mataram dois desconhecidos.
Por meio dos Decretos estaduais nº 7.455, de 23 de junho de 1931, e 7.479, de 8 de julho do mesmo ano, o município de Cícero Dantas foi extinto e incorporado a Paripiranga como um simples distrito, recuperando sua autonomia por meio do Decreto n.º 8.447, de 27 de maio de 1933, sendo reinstalado em 24 de junho do mesmo ano.
Nas décadas de 1940 e 1950, Cícero Dantas viveu grandes transformações sociais, com a construção de uma rodovia ligando Paulo Afonso a Salvador passando pela cidade, a chegada da eletricidade no município e a construção do Complexo Hidrelétrico de Paulo Afonso nas proximidades.
Após sua segunda emancipação, Cícero Dantas perdeu território para a criação dos municípios de Antas (1953) e Fátima (1985).

## Distritos
- Pela Lei Estadual n.º 628, de 30 de dezembro de 1953, foi criado o distrito de São João da Fortaleza.

Construído o povoado pelos idos de 1880, tendo os primeiros moradores Roberto Pereira Lima e Joaquim Felipe Santiago. Já possuiu os nomes de Serra do Meio e Buracos e hoje seu nome é São João da Fortaleza ou Fortaleza de São João. Um penitente chamado Francisco Penteado foi quem ergueu a capela dedicada ao São João Batista. O distrito esta a oeste do município (30 km da sede), cortado pela BA-220 (não pavimentada) e é cercado por diversos tabuleiros, que dão uma beleza especial ao local. Possui uma rica cultura, com as tradições da Semana Santa, São João e a Festa dos Velhos e teve dois momentos históricos com a passagem de Antônio Conselheiro e Lampião.
- Pela Lei Municipal n.º 139, de 11 de junho de 2012, foi criado o distrito de Caxias.

O distrito está a leste do município, limitando-se com Adustina e sendo cortado pela BA-392 (não pavimentada). Possui grande destaque na produção de grãos, como milho e feijão. Antiga localidade chamada de Alegres, o povoado surgiu em junho de 1938, quando o Sr. Santo Desidero doou parte de suas terras para a construção de moradias. Os primeiros moradores da povoação foram os senhores Marcolino, Antônio de Cirino, João de Badé, Faustino e Santo de Isidoro, e suas respectivas famílias. Com o seu rápido crescimento o povoado ganhou o nome de Caxias, em homenagem ao Duque de Caxias. No ano de 1970, é concluída a reforma da igreja dedicada a Nossa Senhora Aparecida, cuja imagem instalada no altar-mor foi trazida pelo seminarista Francisco Maroto em 1947, vinda da capital, Salvador.
- Pela Lei Municipal n.º 141, de 11 de junho de 2012, foi criado o distrito de Trindade.

A Trindade foi uma das inúmeras fazendas de propriedade da Casa da Torre, sendo arrendada em 12 de dezembro de 1821 por Marcelino de Almeida Soares. As famílias Nascimento, Coutinho, Ribeiro e Barbosa foram as primeiras a fixarem residência no local, desde os anos 1830. O surgimento do povoado se dá em 1942, com a chegada de José Rodrigues de Oliveira, José Arcanjo de Carvalho e Pedro Mateus da Silva, ambos atraídos pela abertura da nova rodagem. Em 1949, foi construída a primeira igreja, sendo Nossa Senhora do Carmo sua padroeira. Foi o primeiro povoado a introduzir a energia elétrica, em dezembro de 1969, por intermédio de Manoel Vieira de Andrade e Antônio Ferreira de Oliveira Brito. O distrito é o mais próximo povoado da sede, com uma distancia de 7 km, margeando a BR-110.